# سي بوينت دايز (فلم)
سي بوينت دايز (بالإنجليزية: Sea Point Days)، هُو فيلم وثائقي جنوب أفريقي صدر سنة 2008 وأخرجه François Verster.

## وصلات خارجية
- مقالات تستعمل روابط فنية بلا صلة مع ويكي بيانات